# Gigolo (пісня Єлени Папарізу)
Gigolo — пісня грецької співачки Єлени Папарізу, записана для міжнародного альбому The Game of Love у двох версіях — грекомовній та англомовній. Грекомовна версія увійшла також в альбом Iparhi Logos.
Пізніше ремейк на пісню записав російською мовою Філіп Кіркоров рос. «Жиголо». 

## Список композицій
1. "Gigolo" [English version] – 3:24
2. "Gigolo" [Greek version] – 3:24
3. "Gigolo" [singback version] – 3:21

## Позиції в чартах
| Чарт                                                                    | Пікова позиція |
| ----------------------------------------------------------------------- | -------------- |
| Greek Airplay Chart                                                     | 1              |
| Romanian Top 100 Singles                                                | 5              |
| Swedish Singles Chart                                                   | 11             |
| Norwegian Radio Top 20                                                  | 12             |
| Swedish Airplay Chart                                                   | 13             |
| Finnish Club Top 40                                                     | 29             |
| Ukraine Airplay Chart 40 [Архівовано 10 грудня 2002 у Wayback Machine.] | 32             |
| Czech Pop Chart 50                                                      | 46             |
| Russian Airplay Chart                                                   | 66             |